# Anne Davaille
Anne Davaille est une géophysicienne française et directrice de recherche au CNRS dans le domaine des Sciences de la Terre. Ses travaux portent sur la mécanique des fluides et la géodynamique des intérieurs des planètes telluriques.

## Formation et carrière
Anne Davaille a déclaré que sa passion pour les sciences de la Terre a commencé dans son enfance avec la médiatisation du projet FAMOUS (en) d'exploration des fonds marins.
Anne Davaille a obtenu son diplôme d'ingénieur de l'ESPCI en 1988. Elle a soutenu sa thèse de doctorat intitulée La convection thermique dans un fluide à viscosité variable. Application à la Terre en 1991, sous la supervision de Claude Jaupart à l'Université Paris-VI et à l'IPGP.
Anne Davaille est directrice de recherches CNRS au laboratoire FAST (Fluides, Automatique et Systèmes Thermiques) de l'Université Paris-Sud,. Ses travaux de recherche portent sur la mécanique des fluides appliquée à la dynamique mantellique des planètes, avec une forte composante expérimentale. Elle a contribué à la physique des points chauds sur Terre  ainsi que sur d'autres planètes telluriques,.

## Prix et Médailles
Anne Davaille est lauréate de la médaille Augustus Love 2019 de l'Union européenne des géosciences pour son approche expérimentale et analytique innovante de la dynamique des fluides pour la compréhension des systèmes convectifs dans le manteau terrestre et les systèmes magmatiques de la Terre et d'autres planètes.